# Jeremy Black (Admiral)
Sir John Jeremy Black GBE KCB DSO (* 17. November 1932 in Horrabridge, Devon; † 25. November 2015 in Durley, Hampshire) war ein britischer Admiral der Royal Navy, der während des Falklandkrieges 1982 Kommandant des Flugzeugträgers Invincible war und zuletzt von 1989 bis 1991 Oberkommandierender des Marineheimatkommandos (Naval Home Command) in der Marinebasis Portsmouth war.

## Leben

### Militärische Ausbildung und Marineoffizier
Black stammte sowohl väterlicher- als auch mütterlicherseits aus Familien von Marineoffizieren. Er war ein Sohn von Alan Black, der als Offizier 1915 an der Schlacht von Gallipoli teilnahm. Er wuchs in Plymouth auf und trat 1946 als Dreizehnjähriger in das Britannia Royal Naval College in Dartmouth ein. Nach Abschluss der Ausbildung nahm er zwischen 1950 und 1953 am Koreakrieg teil und während dieser Zeit von 1951 bis 1952 insbesondere an dem von der Malayan Races Liberation Army (MNLA) geführten Guerillakrieg auf der Malaiischen Halbinsel.
1958 absolvierte er einen Artillerielehrgang und war von 1960 bis 1962 Kommandant (Commanding Officer) des in Singapur stationierten Minensuchbootes HMS Fiskerton. Im Dezember 1962 spielte Black eine maßgebliche Rolle beim sogenannten Limbang Raid, als er mit einer Kompanie der Royal Marines den britischen Residenten in Sarawak, dessen Ehefrau sowie zwölf weitere Geiseln aus den Händen einer Gruppe von Sezessionisten der Tentara Nasional Kalimantan Utara (TNKU) unter Salleh Bin Sambas befreite. Die Marineinfanteriekompanie stand unter dem Kommando von Hauptmann Jeremy Moore, der später während des Falklandkrieges als Generalmajor Oberbefehlshaber der britischen Landstreitkräfte war. Am 8. Juni 1963 wurde er als Korvettenkapitän (Lieutenant Commander) Mitglied des Order of the British Empire (MBE).
1967 wurde Black Kommandant des zur Daring-Klasse gehörenden Zerstörers HMS Decoy und verblieb auf diesem Posten, bis das Schiff 1969 an die peruanische Marine verkauft wurde. 1969 erfolgte seine Beförderung zum Fregattenkapitän und nach verschiedenen anderen Verwendungen 1974 zum Kapitän zur See. Er war von 1977 bis 1979 Kommandant des zur County-Klasse gehörenden Zerstörers HMS Fife und wurde nach dem Besuch des Royal College of Defence Studies (RCDS) in London 1979 Direktor für Marineoperationsanforderungen im Marinestab.

### Kommandant derHMS Invincibleund Falklandkrieg 1982

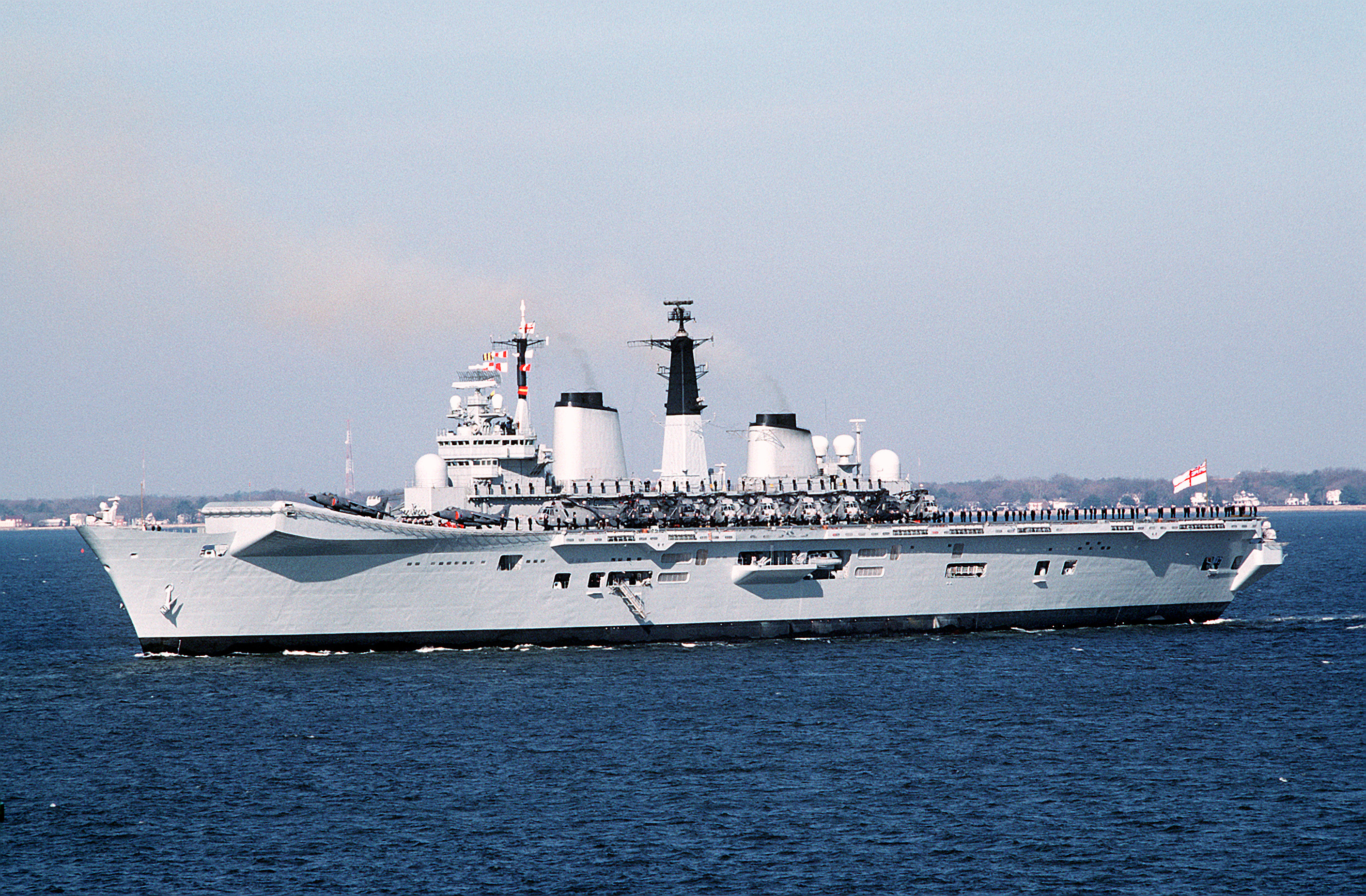
Jeremy Black war während des Falklandkrieges 1982 Kommandant des Flugzeugträgers Invincible

Im Januar 1982 wurde Kapitän zur See Black als Nachfolger von Kapitän zur See Michael Livesay Kommandant des Flugzeugträgers HMS Invincible. Im April 1982 erfolgte die Verlegung der HMS Invincible zusammen mit einem weiteren Flugzeugträger in den Südatlantik, um einen Schutzschild um die Kräfte aus Marineinfanterie und Fallschirmverbänden aufzubauen, die während des Falklandkrieges nach der Invasion Argentiniens mit der Rückeroberung der Falklandinseln betraut waren. Von der Verlegung zu den 8000 Seemeilen entfernten Falklandinseln erhielt er erst 48 Stunden zuvor den Befehl. Wie andere Militärkommandeure war auch er davon überzeugt, dass keine diplomatische Lösung des Falklandkonflikts zu erzielen war, und dass jegliche militärische Reaktion vor dem intensiven südatlantischen Winter beginnen müsste. Zum anderen sah er eine Möglichkeit, durch den Einsatz die Notwendigkeit der HMS Invincible für die Verteidigung Großbritanniens unter Beweis zustellen, die aufgrund des 1981 erstellten Verteidigungsberichts eigentlich an die Royal Australian Navy verkauft werden sollte.
Die HMS Invincible bestand aus 750 Besatzungsmitgliedern und elf Sea Harrier, die mit 40 AIM-9 Sidewinder-Luft-Luft-Raketen und Streubomben bewaffnet waren. Daneben gehörten zum Flugzeugträger rund ein Dutzend Sikorsky H-3 Sea King-Mehrzweckhubschrauber, die sowohl mit Angriffs- als auch Rettungsmissionen betraut waren, sowie Sea Dart-Flugabwehrraketen zur Verteidigung des Schiffes.
An Bord befanden sich neben Prinz Andrew, der Pilot eines Sea King-Helikopters war, auch fünf Journalisten, die als die Invincible Five bekannt wurden. Das Verteidigungsministerium hatte entschieden, dass die Journalisten lediglich über die frühe Phase des Konflikts (Air War) berichten sollten, so dass sie nicht die notwendige Ausrüstung, Ausbildung und Unterstützung für die Landung mit den Landungskräften erhielten. Dies führte dazu, dass sie anders als die Journalisten, die die Royal Marines und die Fallschirmjägereinheiten nach Stanley begleiteten, vom Kriegsgeschehen nur aus der Ferne berichten konnten.
Aufgrund erheblicher Probleme mit dem Getriebesystem erreichte die HMS Invincible erst am 21. Mai 1982, also rund sieben Wochen nach dem Beginn des Konflikts am 2. April 1982, die Falklandinseln, was zu Streitigkeiten mit dem Kommandeur der Einsatzverbände, Admiral Sandy Woodward, führte. Anders als dieser wollte Black seinen Flugzeugträger näher an Port San Carlos positionieren, um die Schlagkraft seiner Flugzeuge zu vergrößern und um dadurch die Landverbände besser vor den Angriffen der Flugzeuge der Fuerza Aérea Argentina schützen zu können. Da Woodward aber Angst vor den Auswirkungen des Verlustes eines wichtigen Schiffs und dessen fliegerischen Einheiten hatte, bestand er darauf, dass die HMS Invincible zusammen mit dem anderen Flugzeugträger HMS Hermes rund 200 Seemeilen östlich der Falklandinseln verblieben. Dies führte andererseits zur Enttäuschung bei den Royal Marines, Fallschirmjägerverbänden und Marinestreitkräften, die sich dadurch verstärkt den argentinischen Luftangriffen, der sogenannten Bomb Alley, ausgesetzt sahen.
Entgegen der Behauptungen der Militärjunta in Buenos Aires am 30. Mai 1982 erlitt die HMS Invincible keinen erheblichen Schaden durch einen Exocet-Seezielflugkörper. Dieser Bericht basierte tatsächlich auf einer ungenauen Schiffsidentifizierung eines argentinischen Piloten. Nachdem der Falklandkrieg am 20. Juni 1982 durch Großbritannien für beendet erklärt wurde, verblieb der Flugzeugträger im Südatlantik und traf erst am 17. September 1982 im Heimathafen Portsmouth wieder ein. Beim Einlaufen in den Hafen trug die Mannschaft T-Shirts mit dem Aufdruck „There and Back with JJ Black“, was er später als Titel für seine 2005 erschienene Autobiografie There and Back nutzte. Für seine Verdienste im Falklandkrieg wurde er 1982 mit dem Distinguished Service Order (DSO) ausgezeichnet.
Seine Hoffnung, dass die Regierung aufgrund des Falklandkrieges den Flugzeugträger behielt, traf ein, so dass die Verkaufsabsichten 1983 beendet wurden. Sein Nachfolger als Kommandant der HMS Invincible wurde daraufhin 1983 Kapitän zur See Nicholas Hill-Norton, der Sohn von Flottenadmiral Peter Hill-Norton, der unter anderem Chef des Verteidigungsstabes (Chief of the Defence Staff) sowie Vorsitzender des NATO-Militärausschusses war. Letztlich nahm der Flugzeugträger noch am Kosovokrieg teil, ehe er am 3. August 2005 außer Dienst gestellt wurde.

### Aufstieg zum Admiral
Nach dem Ende des Falklandkrieges wurde Black im Oktober 1982 zum Konteradmiral befördert und 1983 zum Befehlshaber der Ersten Flottille (Flag Officer First Flotilla) und damit verantwortlich für die Hälfte der Zerstörer und Fregatten der Royal Navy. In dieser Funktion verblieb er bis 1984 und wurde dann durch Konteradmiral Robin Trower Hogg abgelöst. Nach einer Verwendung im Verteidigungsministerium übernahm er selbst 1985 die neugeschaffene Funktion als Assistierender Chef des Marinestabes ACNS (Assistant Chief of the Naval Staff), die die bisherige Funktion des Vize-Chefs des Marinestabes (Vice Chiefs of the Naval Staff) ersetzte und die beiden bisherigen Funktionen der Assistierenden Stabschefs der Marine für Marinepolitik und Marineoperationen verband. Damit verbunden war die Mitgliedschaft im Admiralitätsausschuss (Admiralty Board).
Als ACNS wurde Black 1986 durch Konteradmiral Michael Livesay abgelöst und übernahm selbst wiederum nach seiner Beförderung zum Vizeadmiral von Air Marshal Donald Hall die Funktion als stellvertretender Chef des Verteidigungsstabes für Systeme (Deputy Chief of the Defence Staff for Systems) und bekleidete diese bis zu seiner Ablösung durch Generalleutnant Anthony Mullens 1989. Am 31. Dezember 1986 wurde er zum Knight Commander des Order of the Bath (KCB) geschlagen und führte fortan den Namenszusatz „Sir“.
Zuletzt wurde Black 1989 zum Admiral befördert und als Nachfolger von Admiral Sandy Woodward Oberkommandierender des Marineheimatkommandos (Commander-in-Chief, Naval Home Command) in der Marinebasis Portsmouth. Diese Position als Oberbefehlshaber der küstenbasierten Marineverbände bekleidete er bis 1991 und wurde anschließend durch Admiral John Kerr abgelöst. Am 15. Juni 1991 wurde er zum Knight Grand Cross des Order of the British Empire (GBE) geschlagen. 1992 schied er aus dem aktiven Militärdienst aus.

### Privatwirtschaft und sonstiges Engagement
Nach seinem Ausscheiden aus dem aktiven Militärdienst war Black von 1993 bis 1997 Berater des Rüstungsunternehmens British Aerospace sowie zwischen 1996 und 1999 des Champagnerherstellers Krug. Daneben blieb er der Marine sowie Seefahrt verbunden und war zwischen 1990 und 1994 Vorsitzender des Regattasegelausschusses des Whitbread Round the World Race. Weiterhin war er zwischen 1991 und 1997 Trustee des Imperial War Museum sowie zwischen 2004 und 2010 Direktor des National Army Museum.
2011 gehörte Black zu einer Gruppe ehemaliger hochrangiger Offiziere, die in einem offenen Brief Premierminister David Cameron aufforderten, beabsichtigte Kürzungen im Verteidigungshaushalt zu überdenken.
Aus seiner 1958 geschlossenen Ehe mit Pamela Barber gingen zwei Söhne und eine Tochter hervor.

## Veröffentlichungen
- There and Back, Autobiografie, 2005